# Ste-Catherine (Hombourg-Haut)

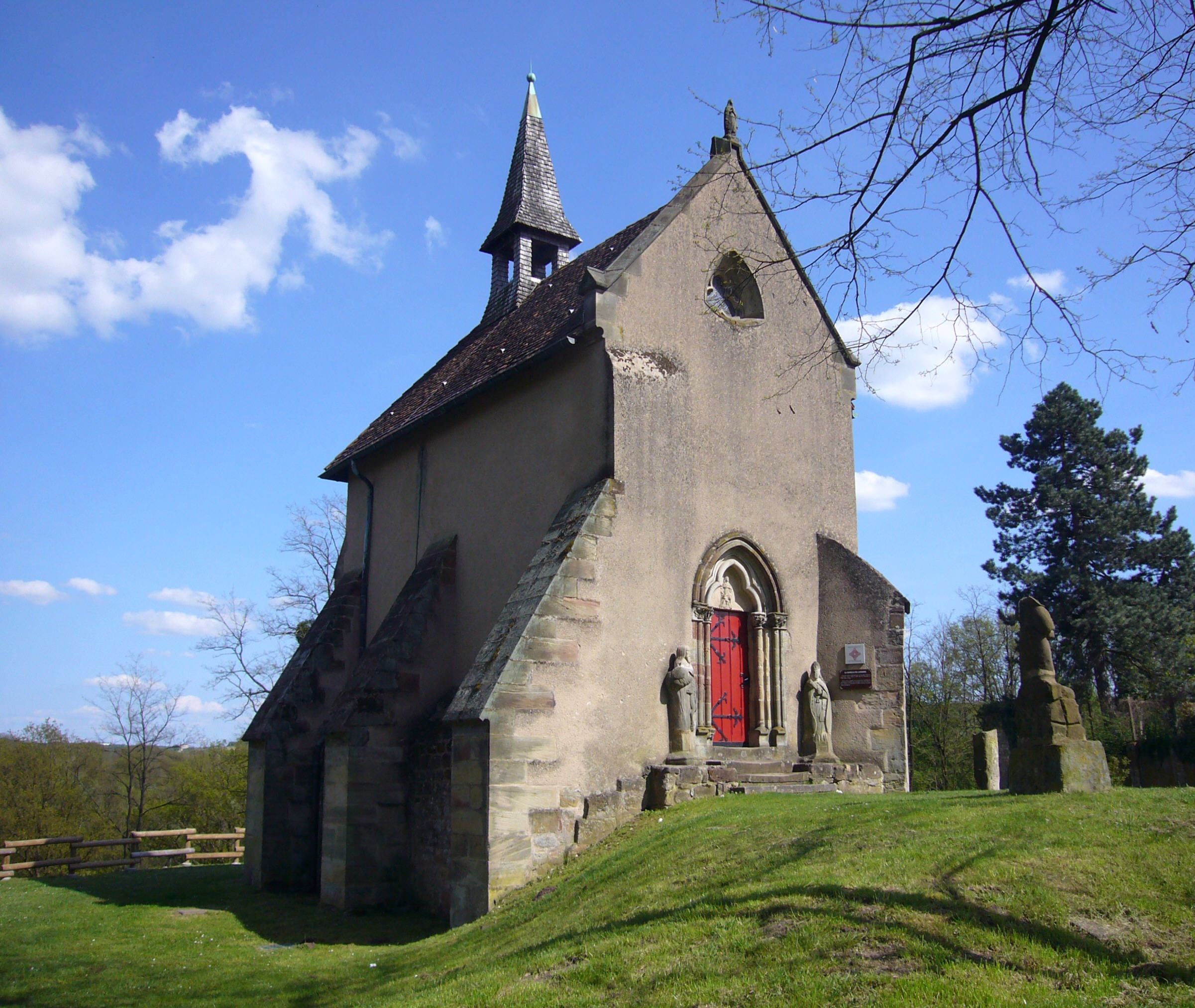
Katharinenkapelle in Hombourg-Haut

Sainte Catherine ist die ehemalige Burgkapelle in Hombourg-Haut im Département Moselle in der historischen Region Lorraine. Sie ist zu Ehren der heiligen Katharina von Alexandrien geweiht.
Die gotische Kapelle stammt aus dem 13. Jahrhundert. 1930 wurde sie als Monument historique klassifiziert. 1897 und 1986 wurde das Bauwerk restauriert.